# Haugsholmen
Haugsholmen est une île du Haugsfjord (nn), dans la municipalité de Sande, dans le comté de Møre og Romsdal. Haugsholmen mesure 700 m de long et 400 m de large. Haugsholmen est à deux kilomètres à l'ouest de Hakallestranda (nn) dans la municipalité de Vanylven.
Haugsholmen est proche des îles Kvamsøya (à 4,4 km), Kårholmen (à 4,8 km), Voksa (à 6 km), Marøy (à 7,2 km), Riste (à 7,4 km), Sandsøya (à 9 km), Seljeøyna (à 14,6 km), Sørøyane (à 16,9 km), Flåvær (à 17,9 km) et Skorpa (à 18,4 km).
On ne sait pas si Haugsholmen a été habitée avant la fin du XVIIe siècle. À partir d'environ 1700, Haugsholmen était la ferme du shérif de Vanylven. Dans le même temps, une crèmerie a été construite sur Haugsholmen, qui a acquis à la fin du siècle le statut d’une activité privilégiée.
Haugsholmen a eu un quai à partir de 1904, permettant aux bateaux d’accoster et à l’île d’être reliée aux routes maritimes. Les activités commerciales étaient déjà avant cette période basées sur la production et le commerce du poisson. Des années 1920 aux années 1960, une usine d’huile de hareng était en activité. Depuis les années 1970, l’industrie a beaucoup diminué, et Haugsholmen est plutôt un lieu de villégiature pour se reposer.
Le phare d'Haugsholmen a été construit en 1876 sur Vestre Frekøya, une petite île à environ un kilomètre au nord-nord-ouest de Haugsholmen.